# Lotec
Lotec GmbH est un constructeur et un préparateur automobile allemand spécialisé dans la modification aussi bien esthétique que mécanique de Mercedes-Benz, Porsche ou encore Ferrari. Il a également réalisé des modèles uniques comme la C1000.
La société a été fondée en 1962 par Kurt Lotterschmid. En 1969, l'entreprise a commencé à construire des voitures de course, et tourneront leur attention sur les modifications de Porsche en 1975.
En 1983, ils ont commencé à créer des pièces de rechange, des pièces aérodynamiques et de performance pour Mercedes-Benz. 
En 1990, un baron du pétrole des Émirats Arabes Unis leur commande une voiture de sport unique faisant 1000 chevaux[réf. nécessaire]. Le véhicule complété (connu sous le nom Lotec C1000) a été achevé en 1995 à un prix final d'environ 3,4 millions de dollars. La voiture est équipée d'un V8 5.5 L d'origine Mercedes-Benz équipé de deux turbocompresseurs Garett lui assurant une puissance totale de 854 chevaux.
En 2004, Lotec construit sa première voiture de série, nommée Sirius. Elle est équipée du même moteur que la Pagani Zonda : le V12 Mercedes-Benz de 5987cm³. Lotec affirme que le moteur va produire 1000 chevaux, voire 1200 chevaux lorsqu'il est réglé au maximum. Le véhicule lui-même est composé principalement de fibres de carbone renforcé, ce qui donne un poids à vide relativement faible. Lotec a aussi annoncé une version restylée de la Sirius pour 2009, la carrosserie devrait être modifiée, mais le moteur et la transmission ne devraient pas changer.
Aujourd'hui, la société fournit des pièces de tuning (portes en élytres, pare-chocs) pour donner l'apparence d'une Mercedes-Benz SLR McLaren à une Mercedes-Benz SL ou encore une Mercedes-Benz SLK. Elle fournit également des jantes et des préparations ou optimisations moteur pour Porsche, Ferrari, Mercedes, BMW, Volkswagen ou encore Audi.